# Émile Knecht
Émile (Emil) Adolf Knecht (ur. 18 grudnia 1923 w Zurychu, zm. 4 maja 2019 w Küsnacht) – szwajcarski wioślarz, srebrny medalista olimpijski.
Wystąpił na igrzyskach olimpijskich w Londynie w 1948 roku, gdzie osada Szwajcarii w składzie: Rudolf Reichling, Erich Schriever, Émile Knecht, Peter Stebler i André Moccand (sternik) wywalczyła srebrny medal w czwórkach ze sternikiem. W finale o 3 sekundy przegrali z osadą Stanów Zjednoczonych, a o 5,3 sekundy wyprzedzili Duńczyków. Na rozgrywanych cztery lata później igrzyskach olimpijskich w Helsinkach wystartował w dwójkach podwójnych, odpadając w pierwszej rundzie.
Zdobył ponadto złoty medal w dwójce podwójnej na mistrzostwach Europy w Mâcon (1951) oraz brązowy w ósemce na mistrzostwach Europy w Lucernie (1947). 